# Mimi Usinger
Mimi Magda Henny Usinger (* 14. Oktober 1893 in Hamburg; † 26. August 1974 ebenda) war eine deutsche Malerin.

## Leben und Werk
Mimi Usinger war Tochter des Hamburger Blockmachers Hugo Heinrich Lindemann und seiner Frau Dorette (geb. Gellert). Die Blockmacherei ist ein traditionelles Tischlerhandwerk, das Umlenkrollen (Schiffsblöcke) für die Takelage von Segelschiffen herstellt. Die Familie wohnte zunächst an den Vorsetzen am Hamburger Hafen, wo sich auch die Werkstatt des Vaters befand. Seine Geschäfte als „Übernehmer sämtlicher Schiffsarbeiten“ florierten und der Betrieb zog auf die andere Elbseite nach Steinwerder, wo ein eigenes Werftgelände zur Verfügung stand. Wohnanschrift war ab 1903 die Admiralitätstraße 52/53.
Mimi wuchs als Einzelkind mit ihren Eltern auf. Ihre Schwester Thekla, die im Februar 1895 geboren wurde, verstarb nach vier Monaten. Hafen, Schiffe, Elbe und Handwerk prägten das Umfeld der späteren Künstlerin. Die Familie war materiell gut aufgestellt: Um 1910 erwarb Hugo Lindemann ein Haus in Alsternähe in Fuhlsbüttel als Zweitwohnsitz. Fuhlsbüttel als Tor zum Alstertal war damals beliebtes Ausflugsziel der Hamburger. Das Haus im Brombeerweg 13 ist noch heute erhalten.
Die Ehe von Mimi Usingers Eltern zerbrach. 1919 wurde das Haus in Fuhlsbüttel von Hugo Lindemann auf seine Frau Dorette überschrieben und 1923 ließen sich die Eheleute scheiden.
Um 1920 heiratete Mimi Lindemann den zehn Jahre älteren Kapitän Heinrich Usinger. Er war seit 1921 im Haus ihrer Mutter gemeldet und ab 1924 mit einem Betrieb zur Schiffsreparatur im Hamburger Adressbuch eingetragen. Die Ehe von Mimi und Heinrich Usinger blieb kinderlos.
Bemerkenswert sind die zahlreichen Reisen von Mimi Usinger, die sich auch in ihren Werken widerspiegeln. Reiseziele waren u. a. Ungarn (1929), Norwegen, die Färöer-Inseln und Island (1936), Balearen (1948, 1958), Süditalien (1952), Kanarische Inseln (1954, 1959, 1960 und 1961), Gotland (1954), Pancorbo (1957) und Mexiko.
Bis kurz vor ihrem Tod lebte Mimi Usinger in dem Haus im Brombeerweg 13, das sie 1935 von ihrer Mutter geerbt hatte. Sie starb im Altenheim der Vaterländischen Stiftung in Hamburg-Poppenbüttel und wurde auf dem Ohlsdorfer Friedhof beigesetzt. Die Grabstätte wurde aufgelöst.
Als Künstlerin machte Mimi Usinger vor allem Ende der 1930er Jahre auf sich aufmerksam. Ölgemälde von ihr wurden u. a. auf Ausstellungen des Hamburger Kunstvereins in der Kunsthalle Hamburg gezeigt. Ihr prominentestes Werk war Verlassener Wirtsgarten, das außerdem für die Große Deutsche Kunstausstellung 1937 in München ausgewählt wurde. Aus den Kriegsjahren 1940 bis 1945 sind keine Werke vorhanden. Nach dem Tod ihres Mannes (März 1951) hielt Mimi Usinger auf den zahlreichen Reisen ihre Eindrücke überwiegend in Aquarell- und Gouache-Technik fest. Aus dem Jahr 1952 ist eine Einzelausstellung im Volksheim in Hamburg-Eimsbüttel dokumentiert.
Ein besonderer und für eine Frau in der damaligen Zeit außergewöhnlicher inhaltlicher Schwerpunkt in Mimi Usingers Werk sind Motive aus den Bereichen Maritimes, Handwerk und Technik. Krananlagen aus dem Hamburger Hansahafen gehören ebenso dazu wie die Herstellung einer Ankerkette in einer Schmiede oder der Bau der Süderelbbrücke 1938 (Autobahn A1). In einer Reihe landwirtschaftlicher Motive aus dem Jahr 1937 verweisen Gefährte wie Kutschen, ein Güllewagen oder eine Mistkarre auf menschliche Aktivität, ohne dass Menschen abgebildet werden. Es gibt hier eine Motivparallelität zu Werken von Ernst Flege, mit dem Mimi Usinger in Verbindung stand und mit dem sie gemeinsam pleinair malte.
Ein weiterer Künstlerkontakt bestand zu Peter Luksch (* 1901 in Wien; † 1988 in Hamburg, Gründungsmitglied der „Gruppe Hamburg“ von 1947), mit dem Usinger das Interesse an gegenstandsfreier Malerei verband. Noch bis kurz vor ihrem Tod arbeitete Usinger an abstrakten Werken.
Frühe Zeichnungen der Künstlerin aus den Jahren 1934–1936 von Straßen, Gängen und Häusern aus Alt-Altona und dem Hamburger Gängeviertel haben dokumentarische Bedeutung.

## Werke (Auswahl)
- Verlassener Wirtsgarten, Öl, 1937 (verschollen)
- Grüner Wagen, Öl, 1937 (verschollen)
- Bauernhof mit Kutsche, Öl, 1937
- Wiese mit Apfelbaum und Güllewagen, Öl, 1937
- Rapsfeld, Öl, 1938 (verschollen)
- Getreidefelder, Öl, 1938 (verschollen)
- Landschaft mit Mond und Kutsche, Öl, 1938
- Brückenbau, Öl, 1938
- Hansahafen, Öl, 1939
- Boote am Strand, Gouache, 1959
- Kleine dynamische Formen, Gouache, 1972
- Elbfähre, Öl, undatiert
- Hafenkai mit Kränen und Frachtschiff, Aquarell/Gouache, undatiert
- Garten Alsterdorfer Straße (Krematorium), Öl, undatiert
- Zur Schleuse (Kaffeegarten an der Alster), Öl, undatiert

## Ausstellungen (Auswahl)
- Frühjahrs-Ausstellung Hamburger Künstler 1937 (Kunstverein Hamburg), Kunsthalle Hamburg, 7. März – 18. April 1937
- Große Deutsche Kunstausstellung 1937, Haus der Deutschen Kunst, München. 18. Juli – 31. Oktober 1937
- Hamburger Maler auf Reisen (Kunstverein Hamburg), Kunsthalle Hamburg, Dezember 1937 – Januar 1938
- Kunstausstellung der NS-Gemeinschaft „Kraft durch Freude“, Kunsthalle Hamburg, 11. Juni – 11. Juli 1938
- Ausstellung Hamburger Künstler 1938 (Kunstverein Hamburg), Kunsthalle Hamburg, November 1938 – Januar 1939
- „Der Hamburger Hafen“ (Ausstellung des Kunstvereins Hamburg anlässlich des 750-jährigen Bestehens des Hafens), November – Dezember 1939